# Steve Talley
Steve Talley (Indianápolis, 12 de agosto de 1981) é um ator norte-americano que se tornou conhecido por interpretar o papel Dwight Stifler em American Pie Presents: The Naked Mile e American Pie Presents: Beta House.

## Carreira
Talley começou sua carreira em 2002, com uma pequena parte na série de televisão As the World Turns. Ele apareceu em três episódios da série de drama Summerland entre junho e julho de 2005, como Bryce. No ano seguinte, Talley fez uma aparição no filme de drama Peaceful Warrior e na série de comédia Twins.
No mesmo ano, Talley retratando Dwight Stifler em American Pie Presents: The Naked Mile, o quinto da série American Pie filme Lançado direto em vídeo, o filme americano ganhou mais de 27 milhões de dólares em todo o mundo. Scott Weinberg no DVD falou que Talley como Dwight "fez para um dos menos atraentes personagens do filme que eu já vi". No ano seguinte, novamente Talley estrelou como Dwight em American Pie Presents: Beta House, o sexto da série. Lançado direto em vídeo, o filme ganhou mais de 18 milhões dólares em todo o mundo.
Talley foi destaque em National Lampoon's Van Wilder: Freshman Year como o personagem Dirk Arnold e também estrelou como Eric P. Keller no filme de 2010 Hole in One, que teve vários nomes antes da liberação. Talley recentemente transferiu-se para menos filmes juvenis, pousando o papel de repórter investigativo Matt Harper em Deadline, sobre o assassinato por motivos raciais de uma jovem africano da América do Sul. Bem como créditos no cinema, Talley também apareceu em um comercial de televisão britânica para a Pepsi Max. Durante o Super Bowl XLIV, ele dirigia um carro em um comercial da Bridgestone sobre uma louca despedida de solteiro. Talley também é destaque em uma campanha publicitária de 2010 da Pizza Hut.

## Filmografia

### Filmes
| Ano  | Título                                | Papel            | Notas        |
| ---- | ------------------------------------- | ---------------- | ------------ |
| 2006 | Peaceful Warrior                      | Homem na garagem | Participação |
| 2006 | American Pie Presents: The Naked Mile | Dwight Stifler   | Vídeo        |
| 2007 | American Pie Presents: Beta House     | Dwight Stifler   | Vídeo        |
| 2009 | Canned                                | Topher           | Telefilme    |
| 2009 | Van Wilder: Freshman Year             | Dirk Arnold      | Vídeo        |
| 2009 | One Way to Valhalla                   | John             |              |
| 2010 | Southern Discomfort                   |                  | Telefilme    |
| 2010 | The List                              | Steve            | Curta        |
| 2010 | Jelly                                 | Cool Guy         |              |
| 2010 | First Dates                           | Dylan            | Vídeo        |
| 2010 | The Accidental Death of Joey by Sue   | Joey             |              |
| 2010 | Hole in One                           | Eric P. Keller   |              |
| 2011 | Beyond the Blackboard                 | Greg Bess        | Telefilme    |
| 2012 | Deadline                              | Matt Harper      |              |

### Televisão
| Ano  | Título                    | Papel          | Notas                           |
| ---- | ------------------------- | -------------- | ------------------------------- |
| 2002 | As the World Turns        | Buzzy Markman  | Episódio: "31 October 2002"     |
| 2005 | Summerland                | Bryce          | 3 episódios                     |
| 2006 | Twins                     | Ice            | Episódio: "Blonde Ambition"     |
| 2009 | Castle                    | Kent Scoville  | Episódio: "Hedge Fund Homeboys" |
| 2010 | NCIS                      | Bill           | Episódio: "Moonlighting"        |
| 2010 | Criminal Minds            | Michael Kosina | Episódio: "Middle Man"          |
| 2011 | Love Bites                | Dan Sullivan   | 3 episódios                     |
| 2012 | Last Man Standing         | Chad Bickle    | Episódio: "Moon Over Kenya"     |
| 2012 | I Just Want My Pants Back | Brett          | 3 episódios                     |
| 2012 | Pretty Little Liars       | Zack           | 2 episódios                     |
| 2012 | Franklin & Bash           | Brock Daniels  | Episódio: "650 to SLC"          |
| 2014 | The 100                   | Wick           | 2 episódios                     |